# The Voice (Australie)
Pour les articles homonymes, voir The Voice.
 (9 janvier 2021).
The Voice est la version australienne de l'émission de téléréalité musicale The Voice. Elle est diffusée sur Nine Network du 15 avril 2012 au 19 juillet 2020. Depuis le 8 août 2021, l'émission est diffusée sur la chaine Seven Network.

## Participants

### Présentation
| Saisons          | Saisons   | Saisons   | Saisons | Saisons | Saisons | Saisons | Saisons | Saisons | Saisons | Saisons | Saisons | Saisons | Saisons | Saisons |  |
| Coach            | 1         | 2         | 3       | 4       | 5       | 6       | 7       | 8       | 9       | 10      | 11      | 12      | 13      | 14      |  |
| ---------------- | --------- | --------- | ------- | ------- | ------- | ------- | ------- | ------- | ------- | ------- | ------- | ------- | ------- | ------- |  |
| Darren McMullen  | Plateau   | Plateau   | Plateau | Plateau |         |         |         |         | Plateau |         |         |         |         |         |  |
| Faustina Agolley | Coulisses | Coulisses |         |         |         |         |         |         |         |         |         |         |         |         |  |
| Sonia Kruger     |           |           |         | Plateau | Plateau | Plateau | Plateau | Plateau |         | Plateau | Plateau | Plateau | Plateau | Plateau |  |
| Renee Bargh      |           |           |         |         |         |         |         |         | Plateau |         |         |         |         |         |  |

### Coachs
| Saisons             | Saisons | Saisons | Saisons | Saisons | Saisons | Saisons | Saisons | Saisons | Saisons | Saisons | Saisons | Saisons | Saisons | Saisons |
| Coach               | 1       | 2       | 3       | 4       | 5       | 6       | 7       | 8       | 9       | 10      | 11      | 12      | 13      | 14      |
| ------------------- | ------- | ------- | ------- | ------- | ------- | ------- | ------- | ------- | ------- | ------- | ------- | ------- | ------- | ------- |
| Keith Urban         |         |         |         |         |         |         |         |         |         |         |         |         |         |         |
| Seal                |         |         |         |         |         |         |         |         |         |         |         |         |         |         |
| Joel Madden         |         |         |         |         |         |         |         |         |         |         |         |         |         |         |
| Delta Goodrem       |         |         |         |         |         |         |         |         |         |         |         |         |         |         |
| Ricky Martin        |         |         |         |         |         |         |         |         |         |         |         |         |         |         |
| will.i.am           |         |         |         |         |         |         |         |         |         |         |         |         |         |         |
| Kylie Minogue       |         |         |         |         |         |         |         |         |         |         |         |         |         |         |
| Jessie J            |         |         |         |         |         |         |         |         |         |         |         |         |         |         |
| Joel & Benji Madden |         |         |         |         |         |         |         |         |         |         |         |         |         |         |
| Ronan Keating       |         |         |         |         |         |         |         |         |         |         |         |         |         |         |
| Kelly Rowland       |         |         |         |         |         |         |         |         |         |         |         |         |         |         |
| Boy George          |         |         |         |         |         |         |         |         |         |         |         |         |         |         |
| Joe Jonas           |         |         |         |         |         |         |         |         |         |         |         |         |         |         |
| Guy Sebastian       |         |         |         |         |         |         |         |         |         |         |         |         |         |         |
| Rita Ora            |         |         |         |         |         |         |         |         |         |         |         |         |         |         |
| Jessica Mauboy      |         |         |         |         |         |         |         |         |         |         |         |         |         |         |
| Jason Derulo        |         |         |         |         |         |         |         |         |         |         |         |         |         |         |
| Adam Lambert        |         |         |         |         |         |         |         |         |         |         |         |         |         |         |
| Kate Miller-Heidke  |         |         |         |         |         |         |         |         |         |         |         |         |         |         |
| LeAnn Rimes         |         |         |         |         |         |         |         |         |         |         |         |         |         |         |
| Melanie C           |         |         |         |         |         |         |         |         |         |         |         |         |         |         |
| Richard Marx        |         |         |         |         |         |         |         |         |         |         |         |         |         |         |

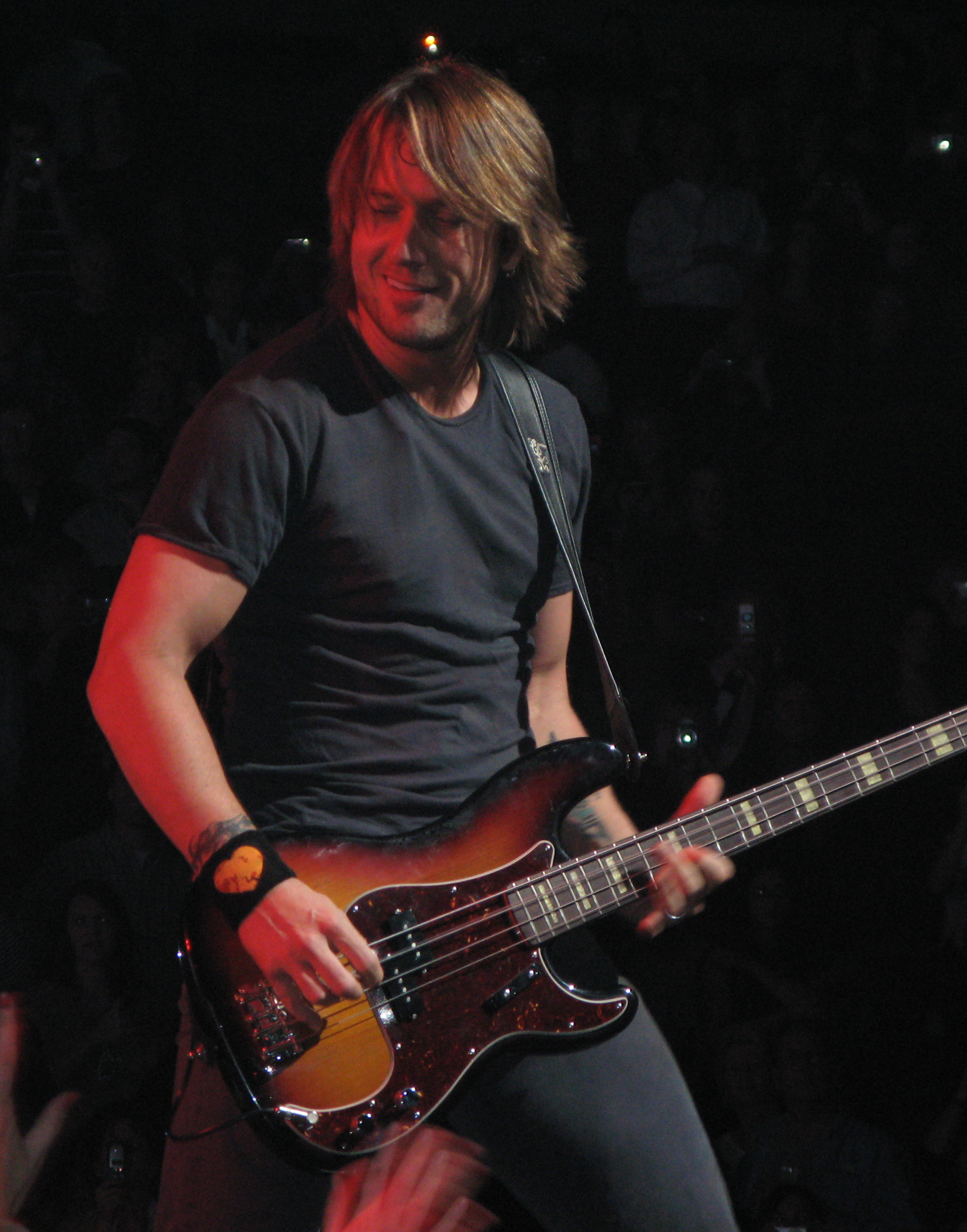
Keith Urban (1, 10-11)
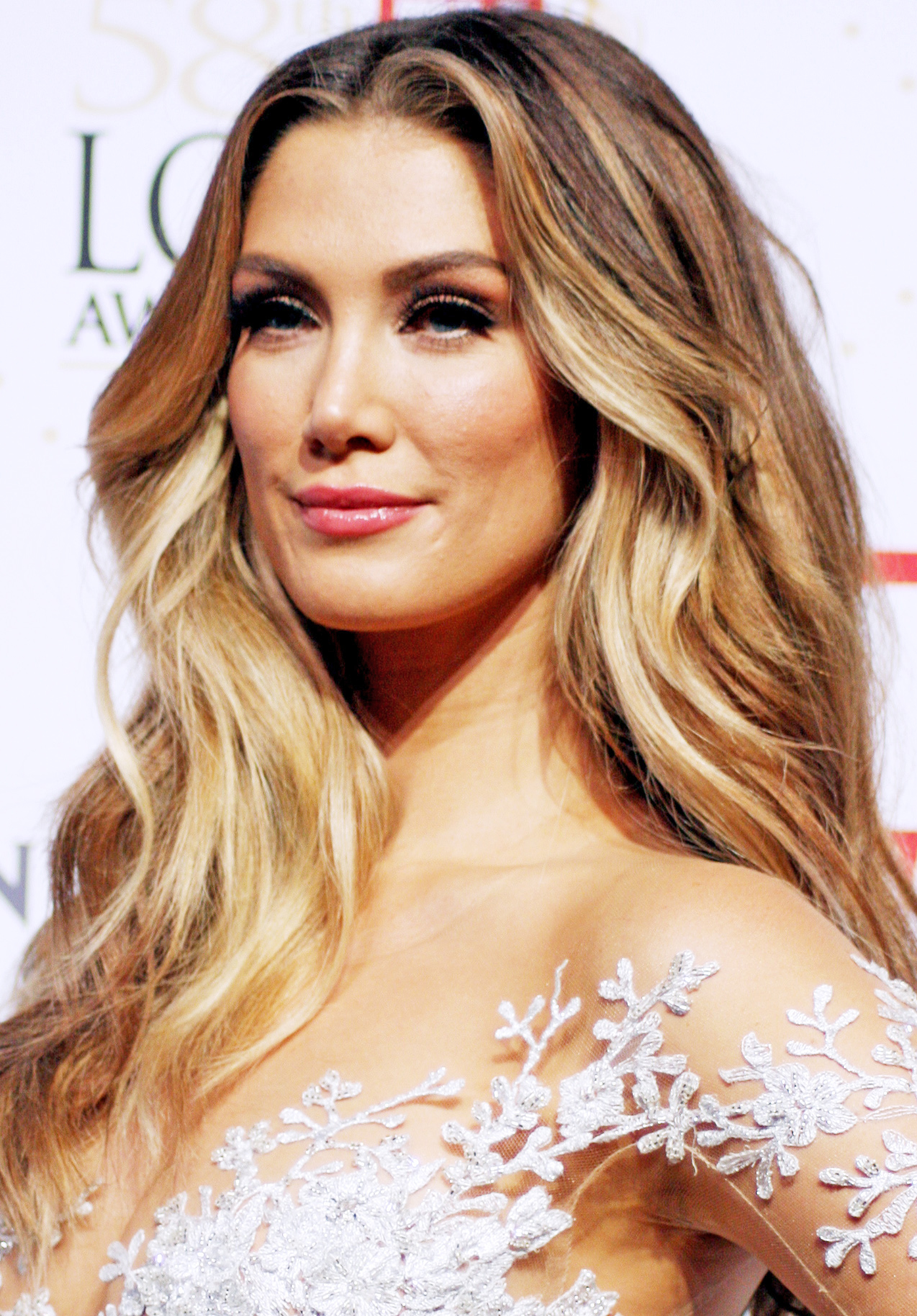
Delta Goodrem (1-2, 4-9)
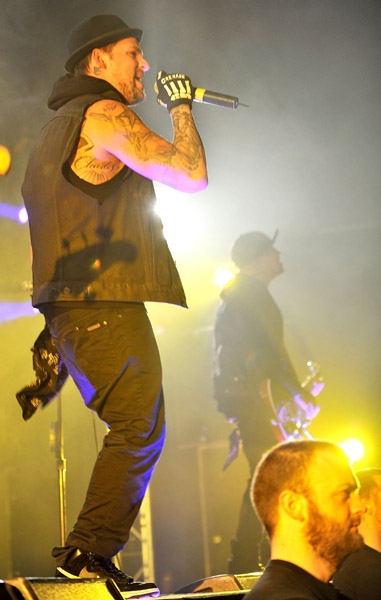
Joel Madden (solo; 1-3, duo; 4-5)
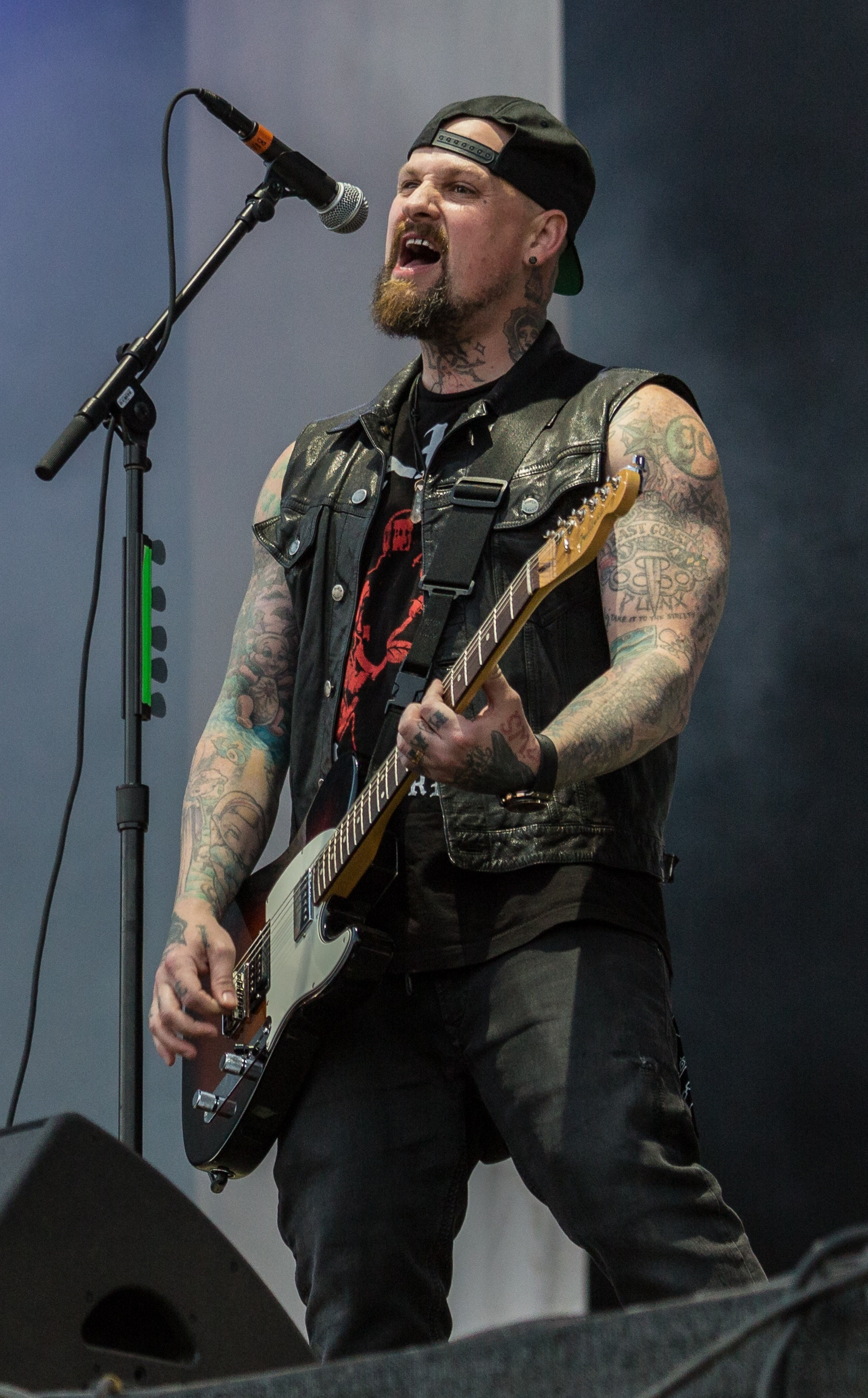
Benji Madden (duo; 4-5)
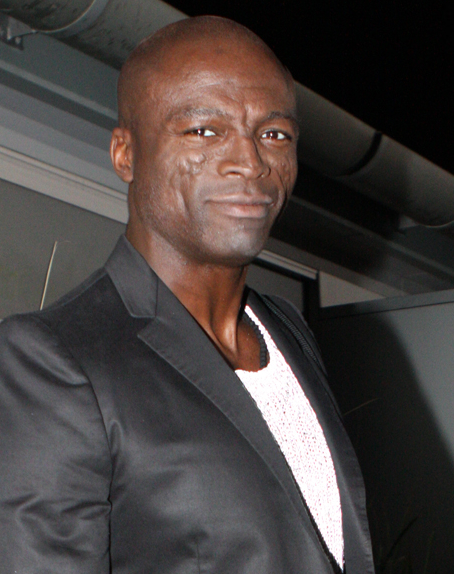
Seal (1-2, 6)
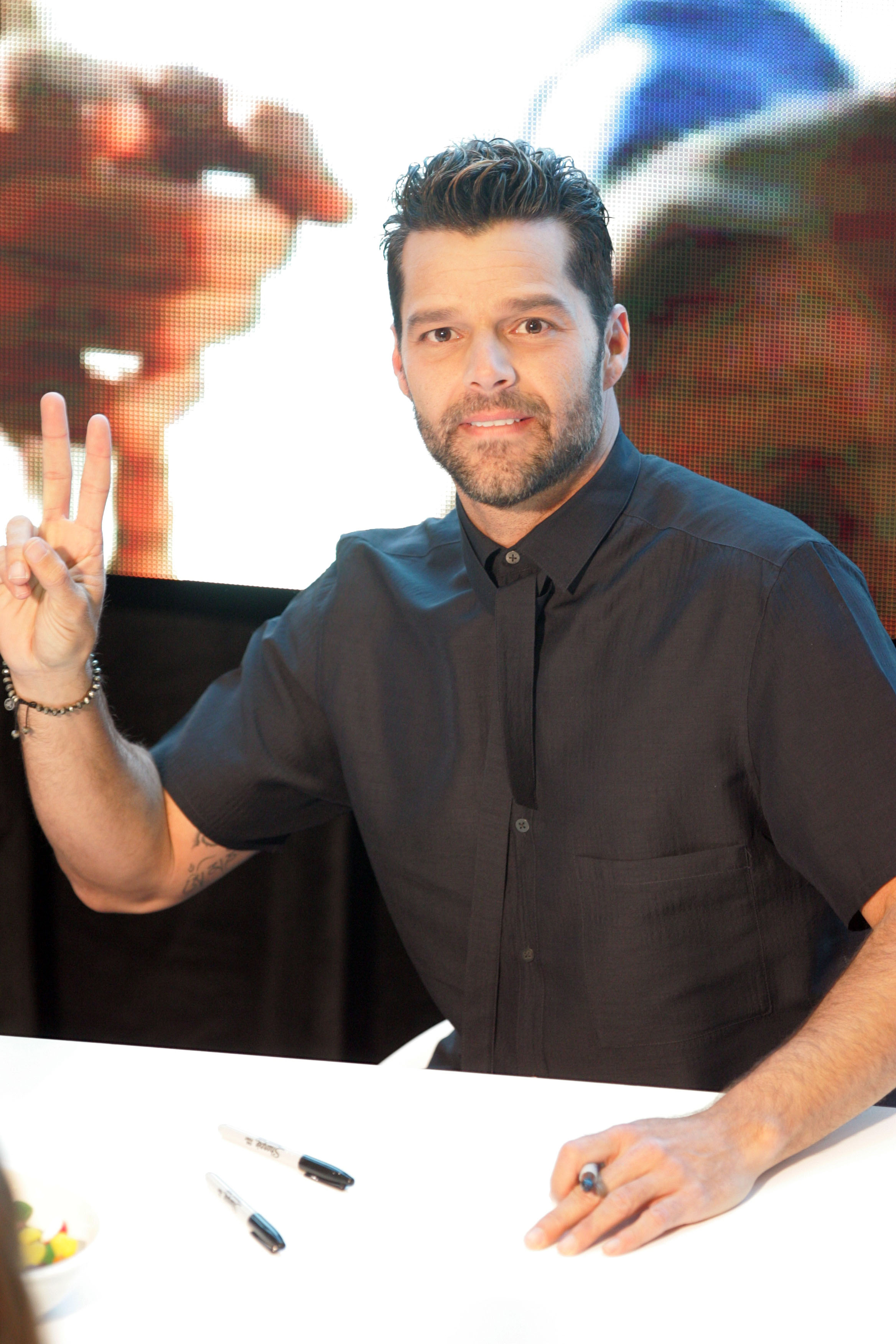
Ricky Martin (2-4)
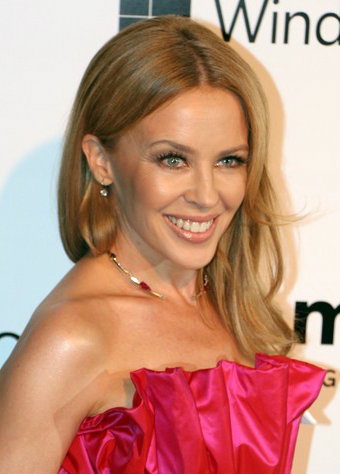
Kylie Minogue (3)
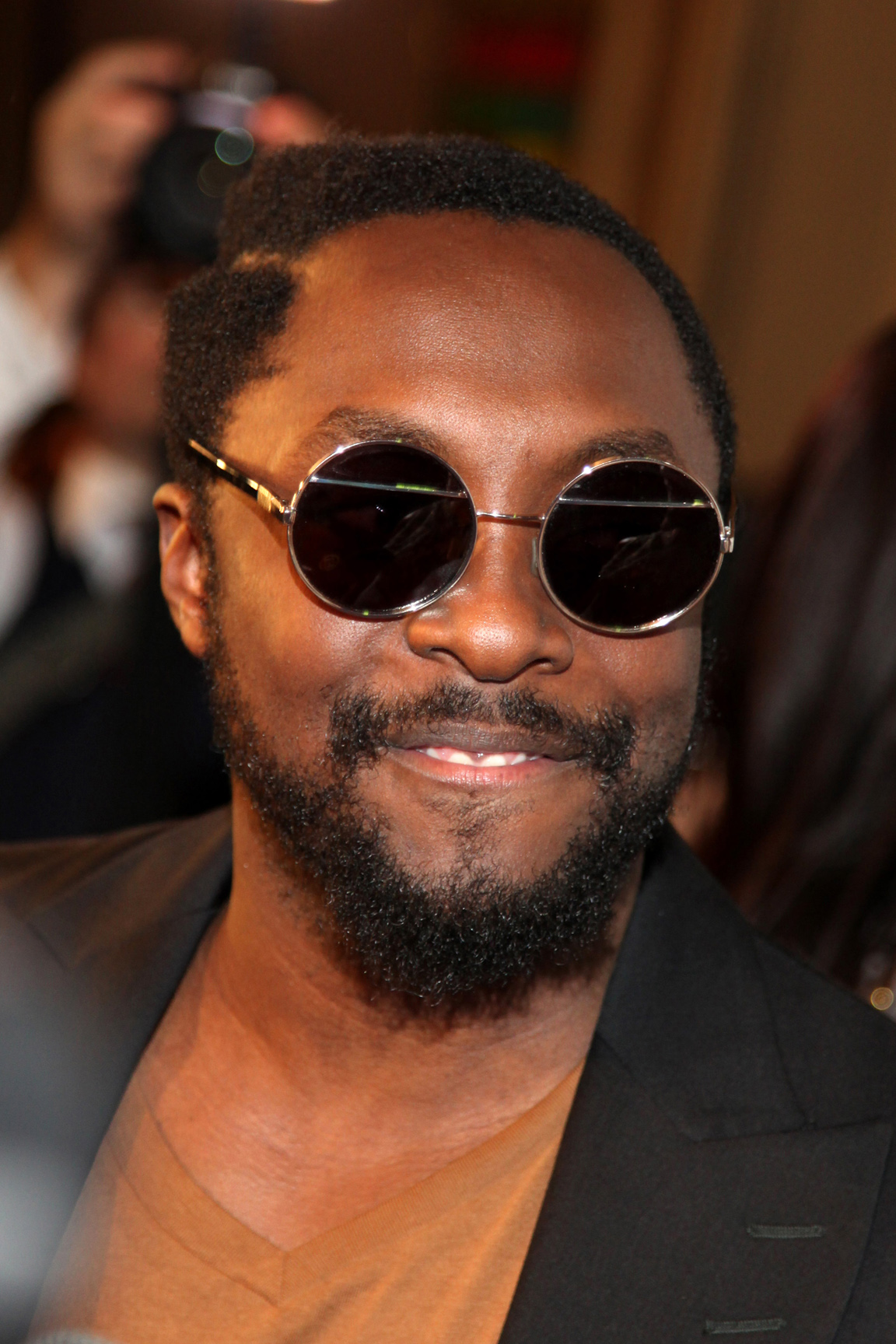
will.i.am (3)
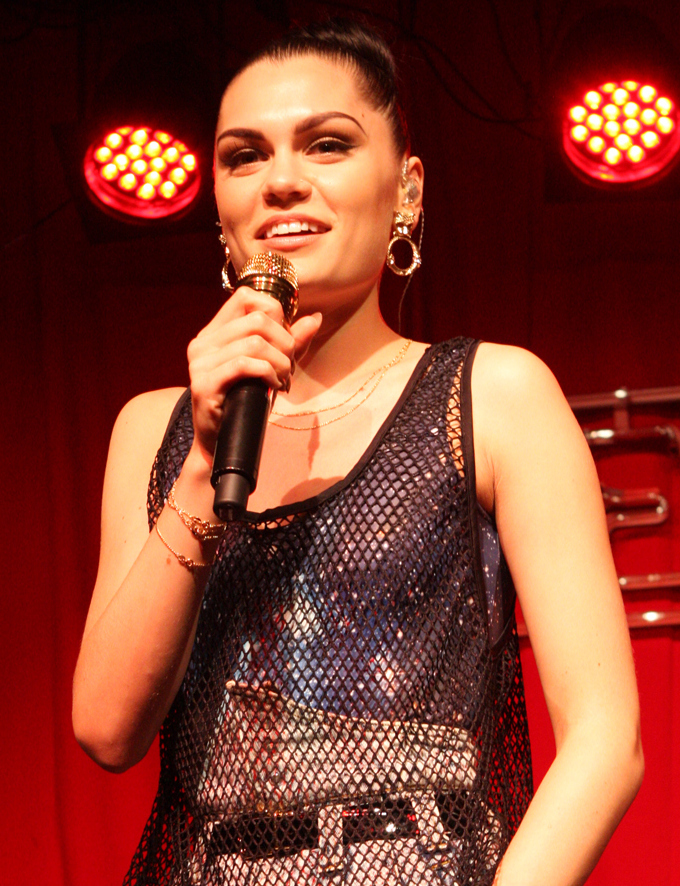
Jessie J (4-5)
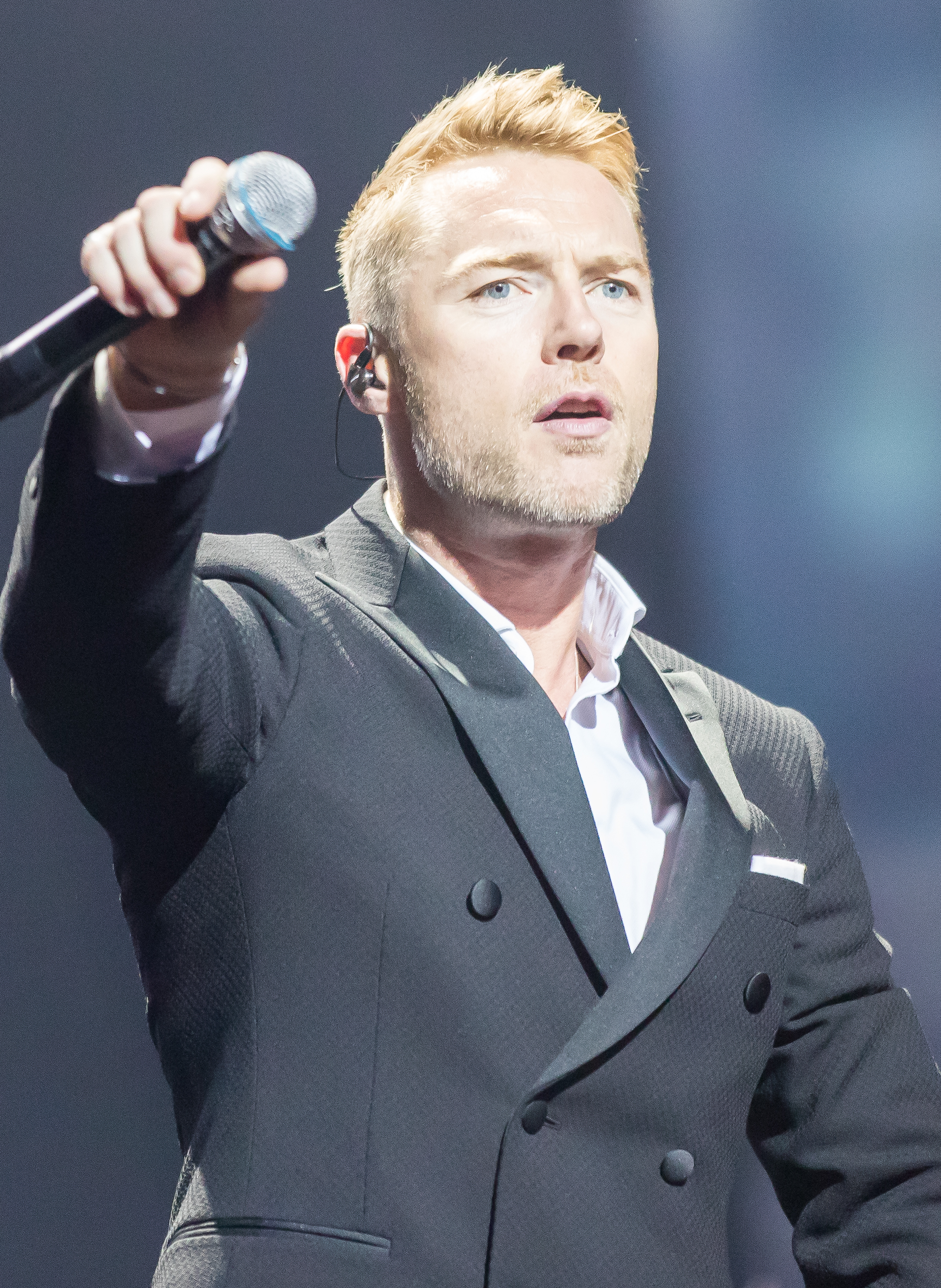
Ronan Keating (5, 14-)
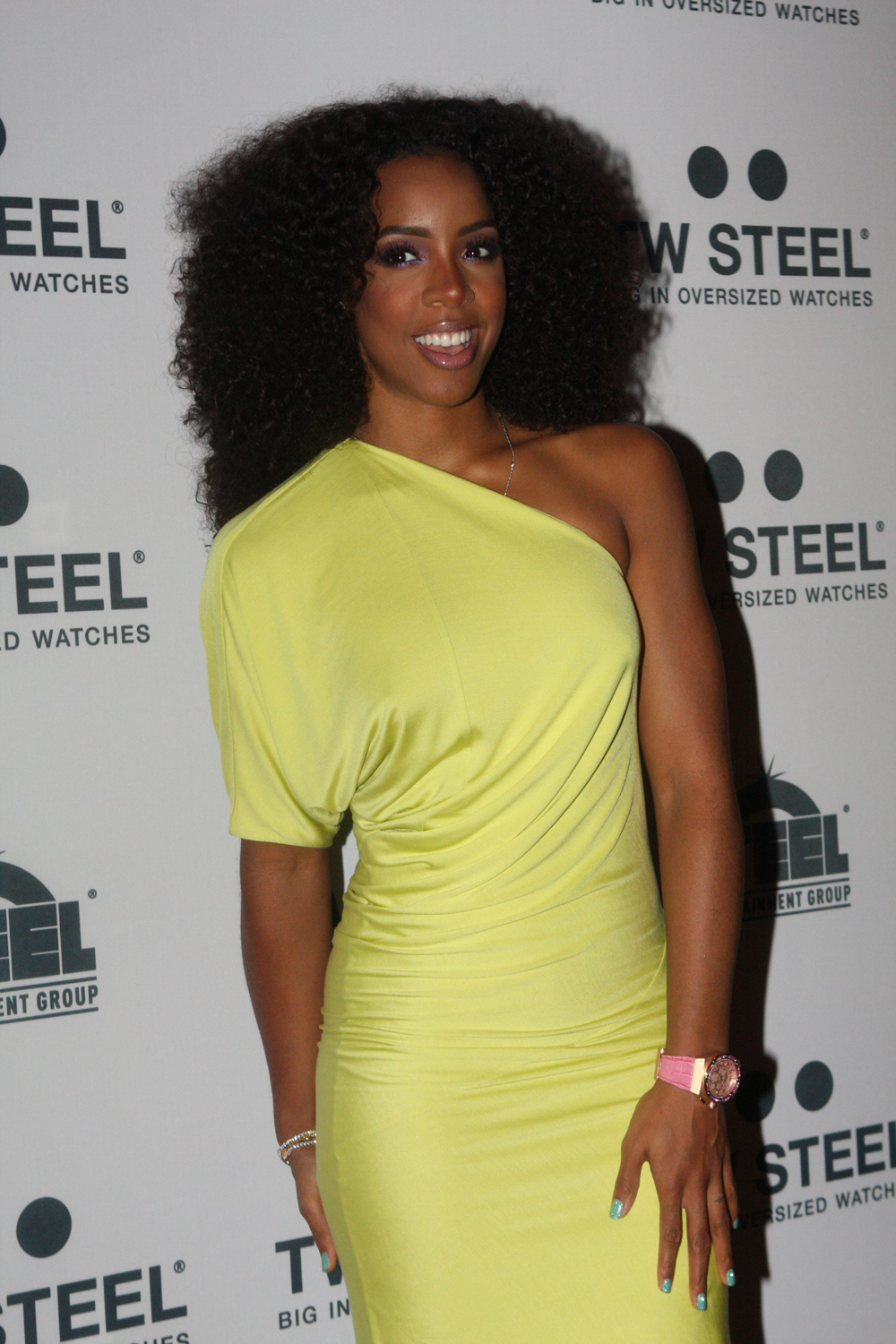
Kelly Rowland (6-9)
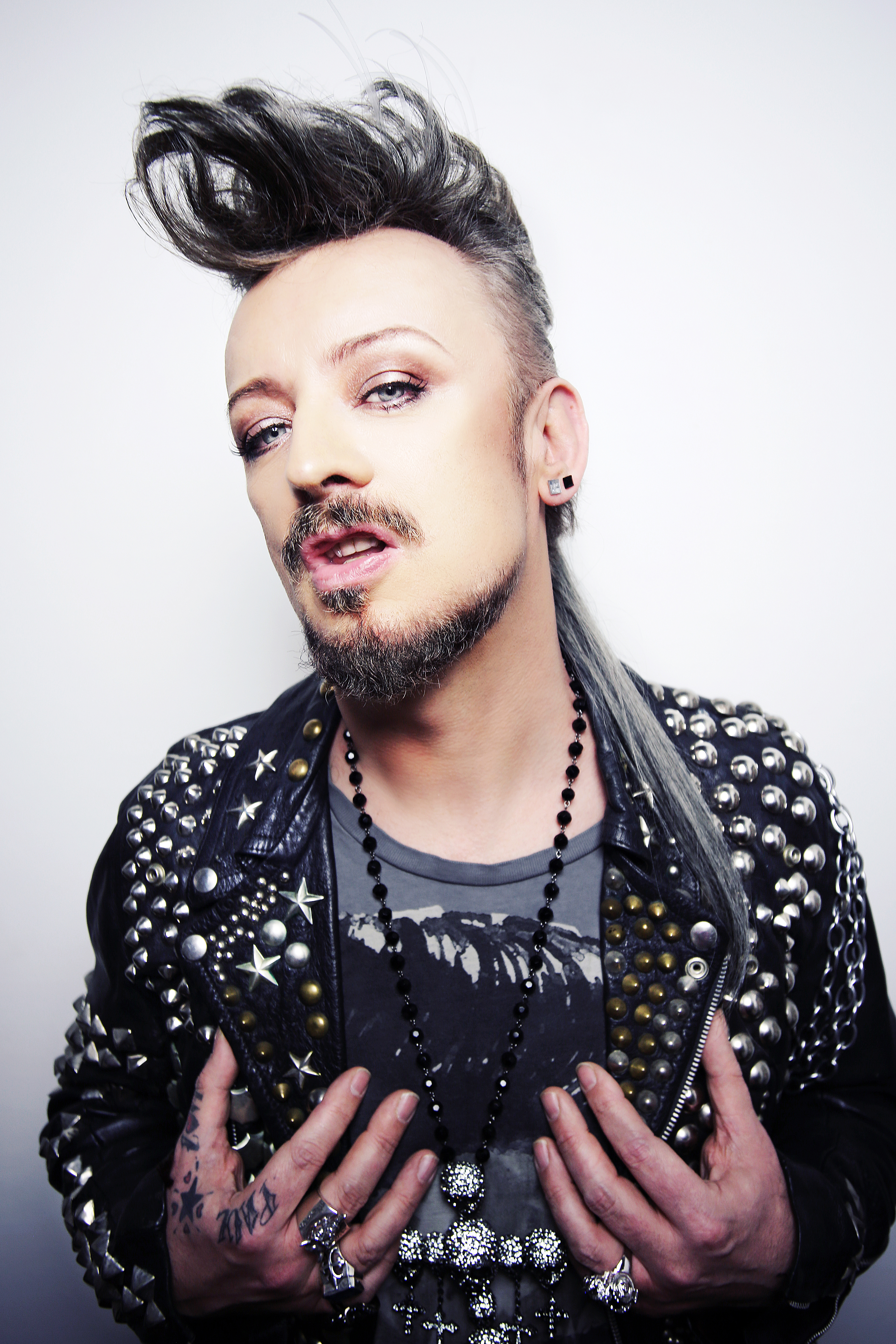
Boy George (6-9)
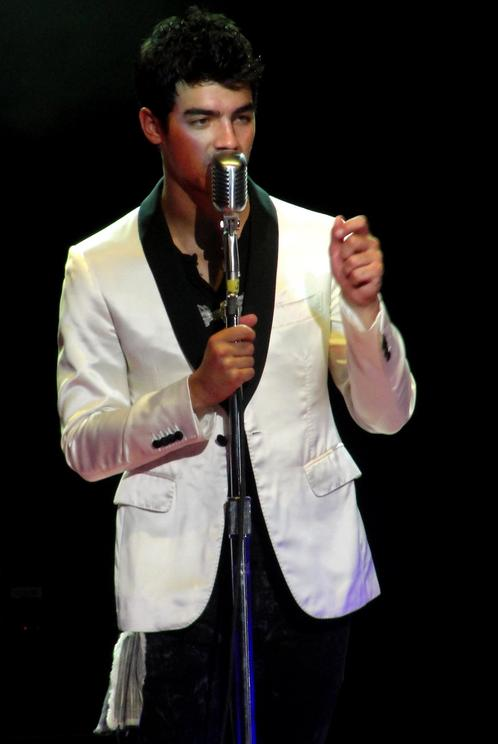
Joe Jonas (7)
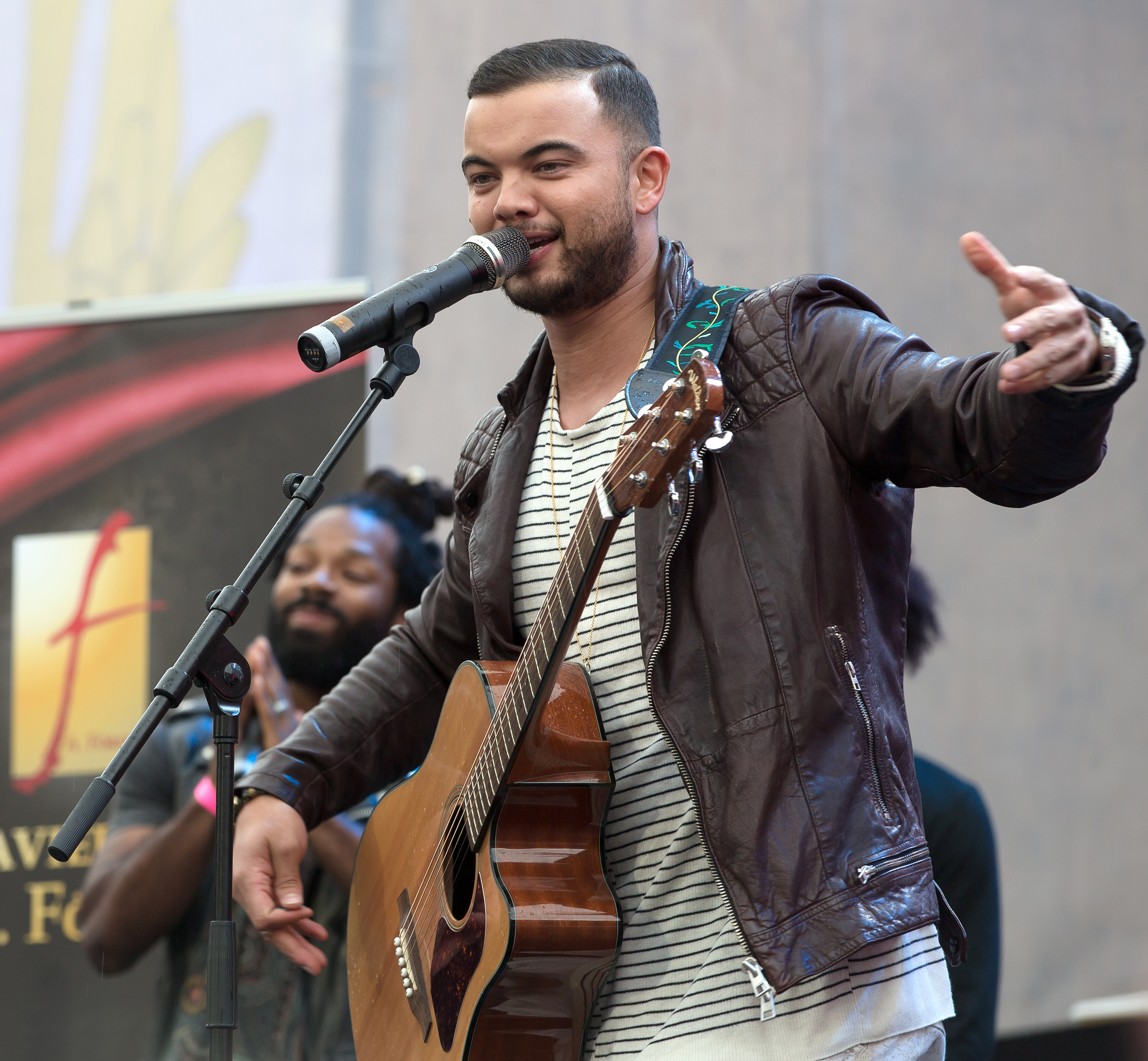
Guy Sebastian (8-13)
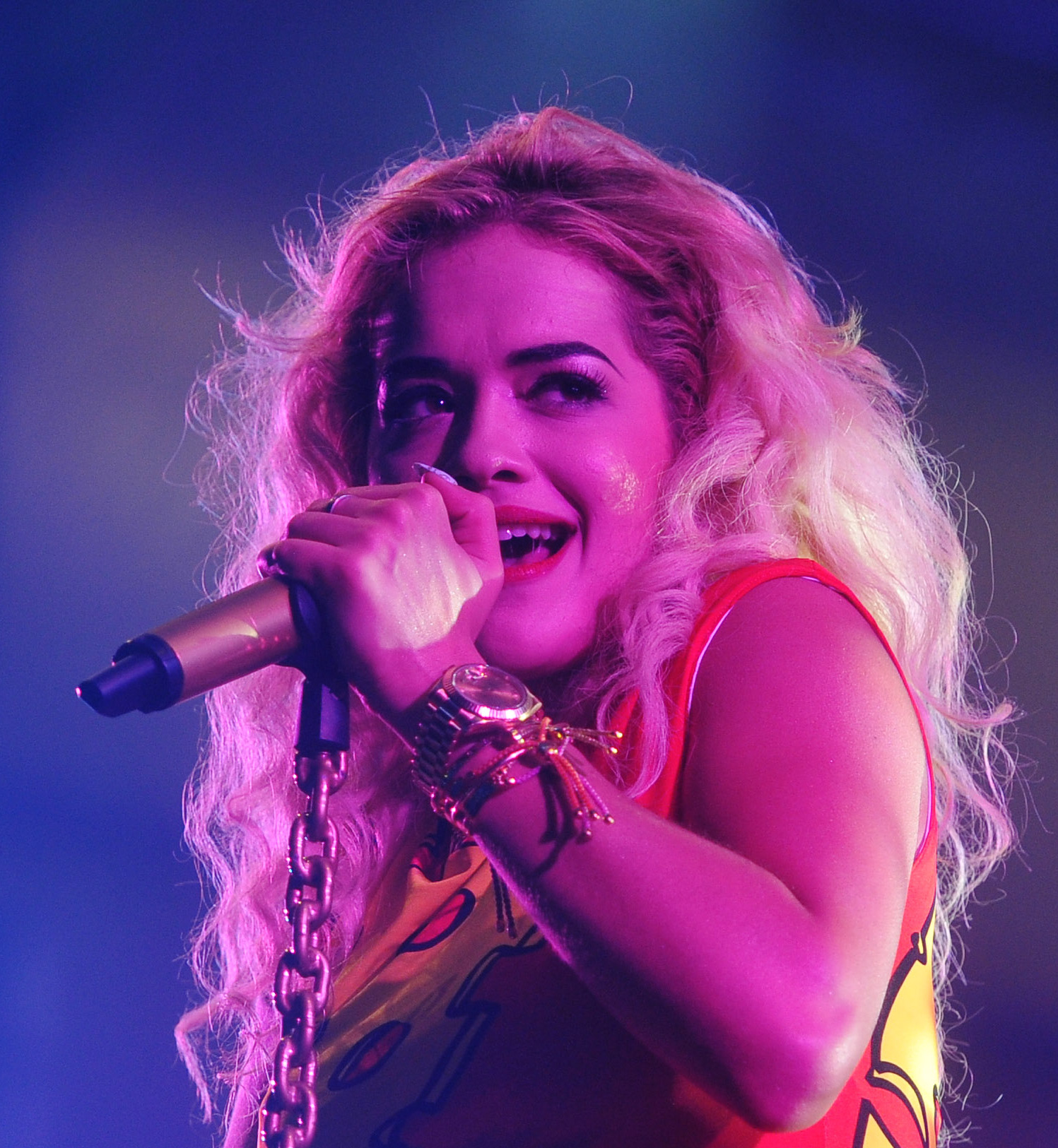
Rita Ora (10-12)
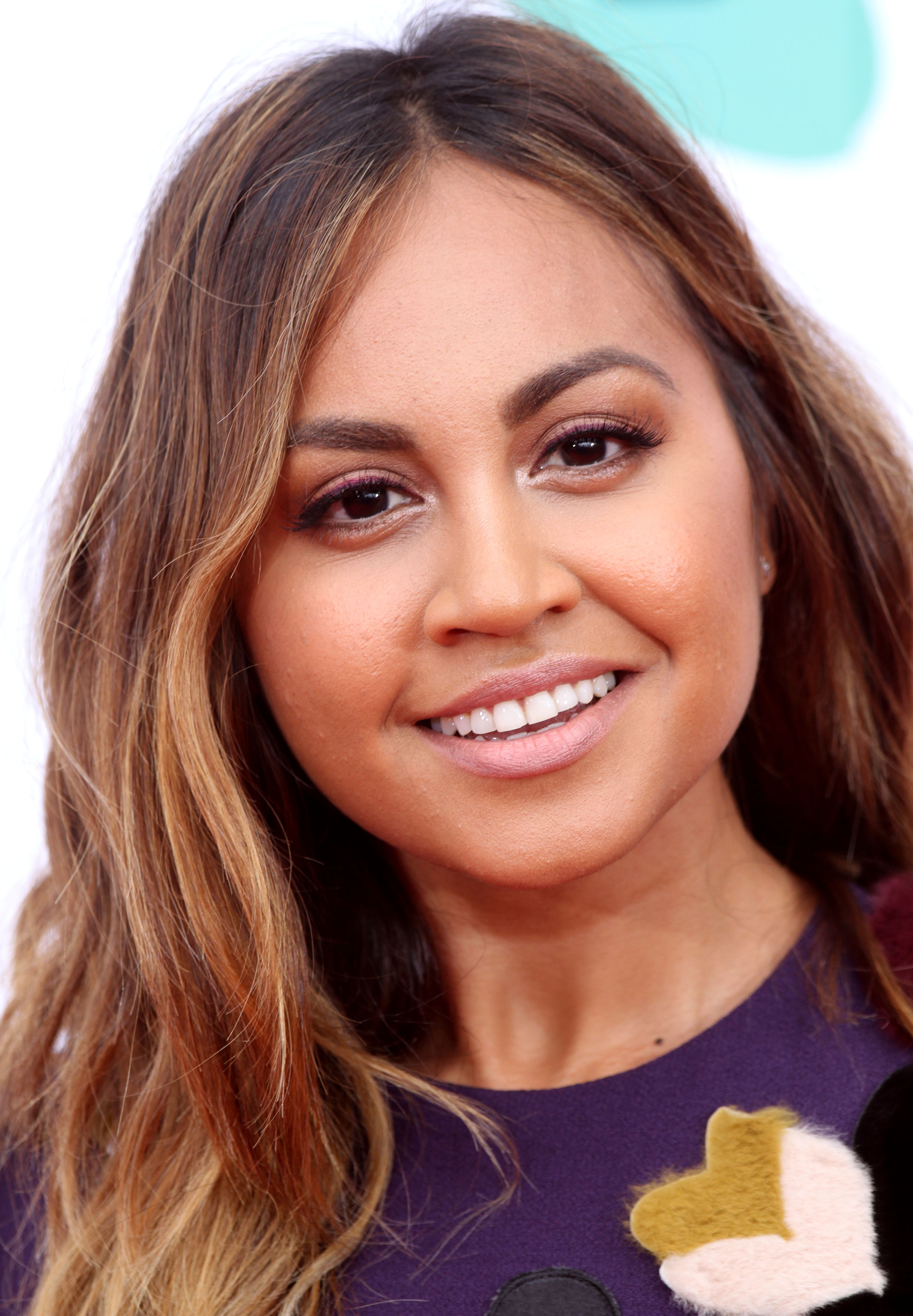
Jessica Mauboy (10-12)
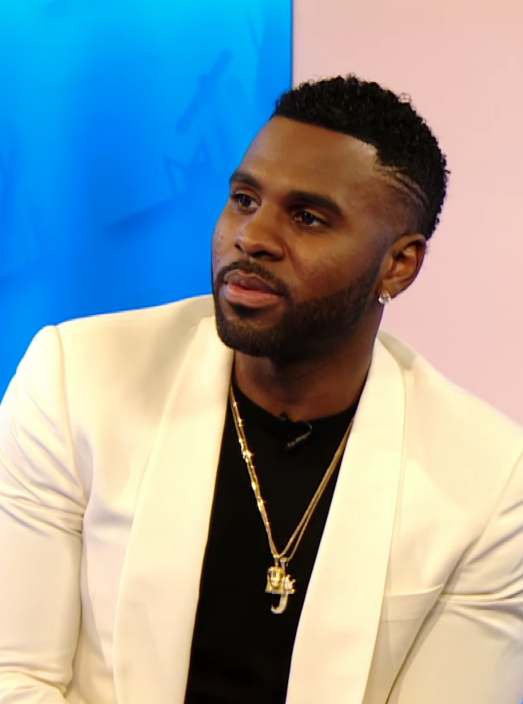
Jason Derulo (12)
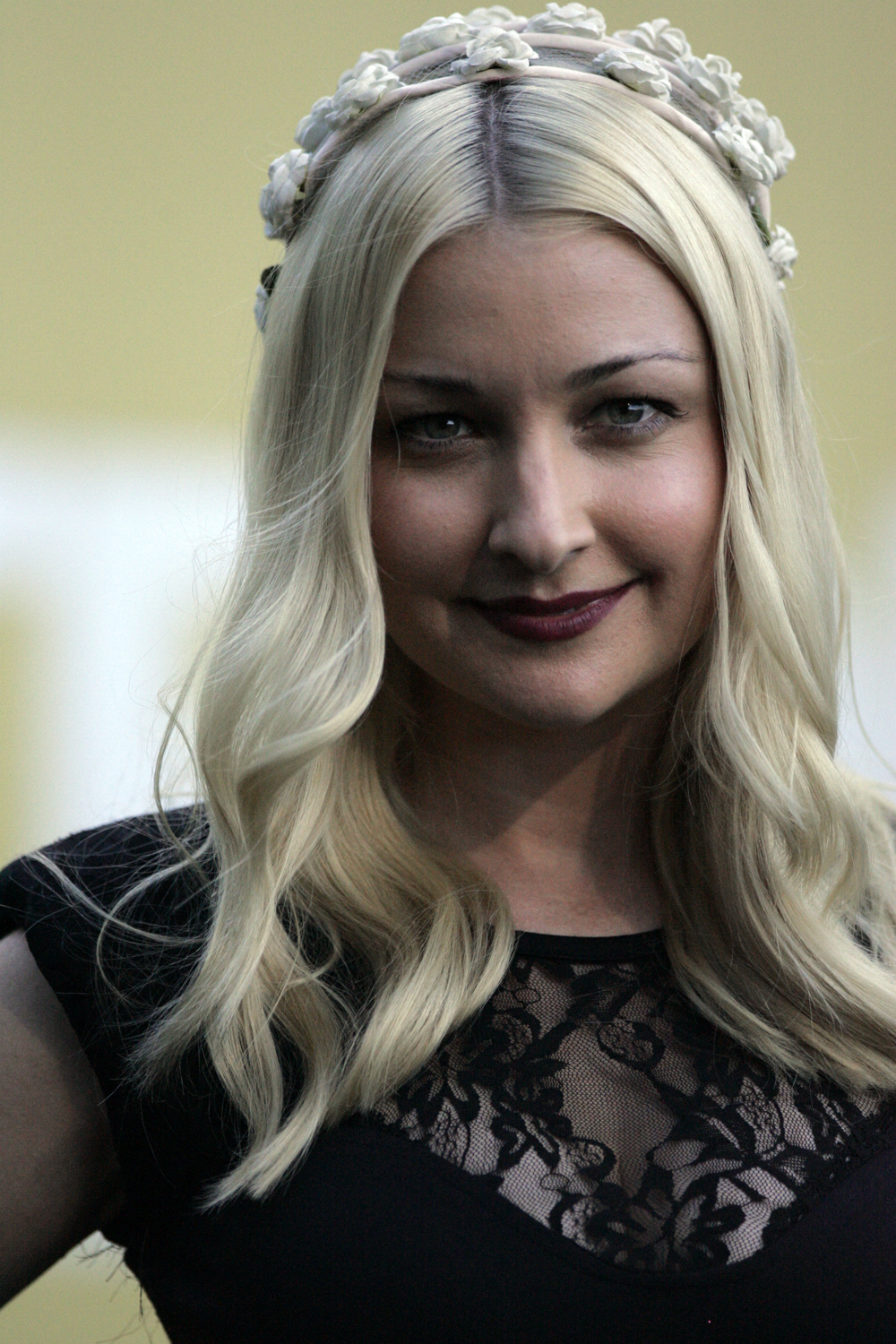
Kate Miller-Heidke (13-)
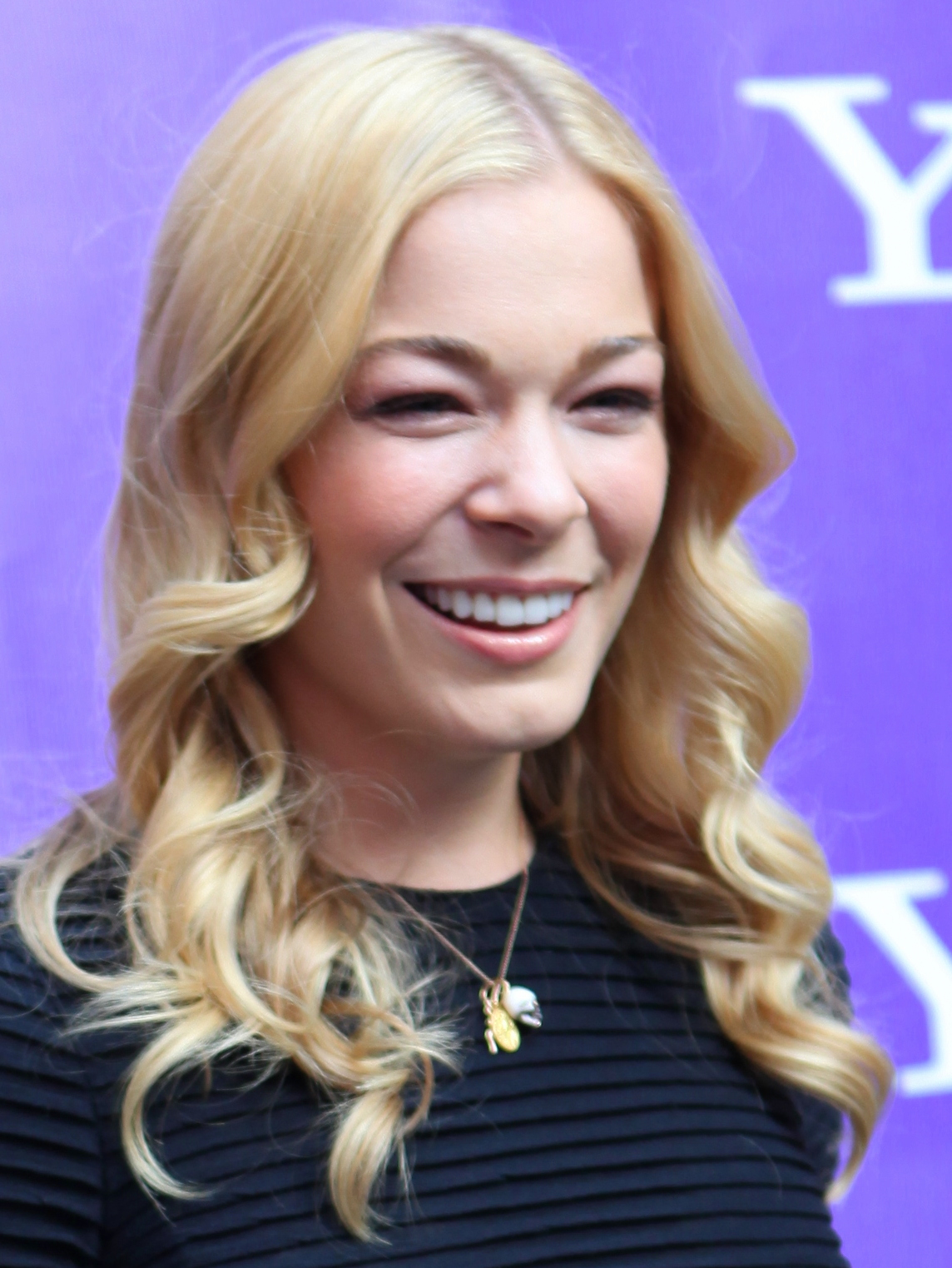
LeAnn Rimes (13)
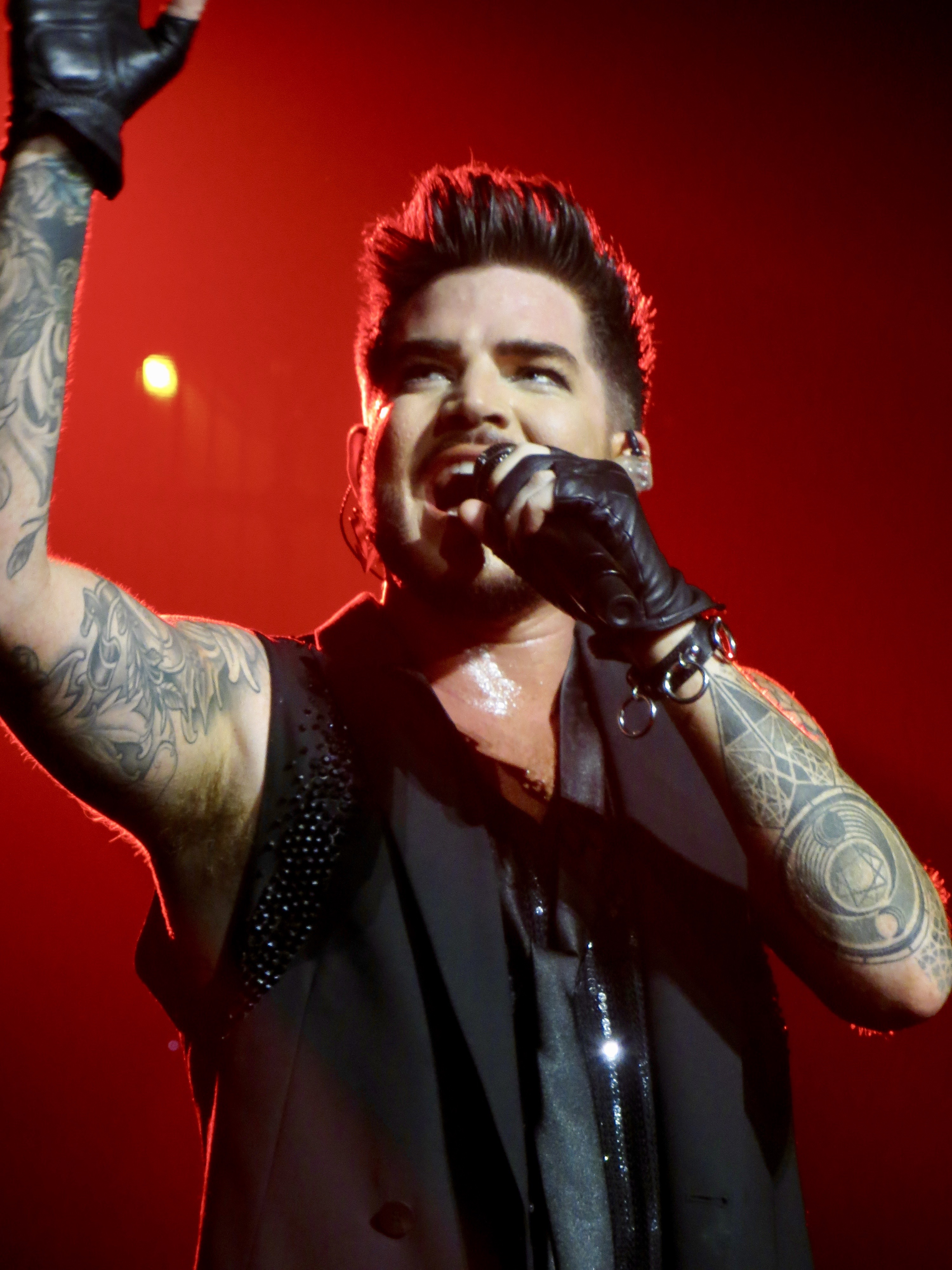
Adam Lambert (13)
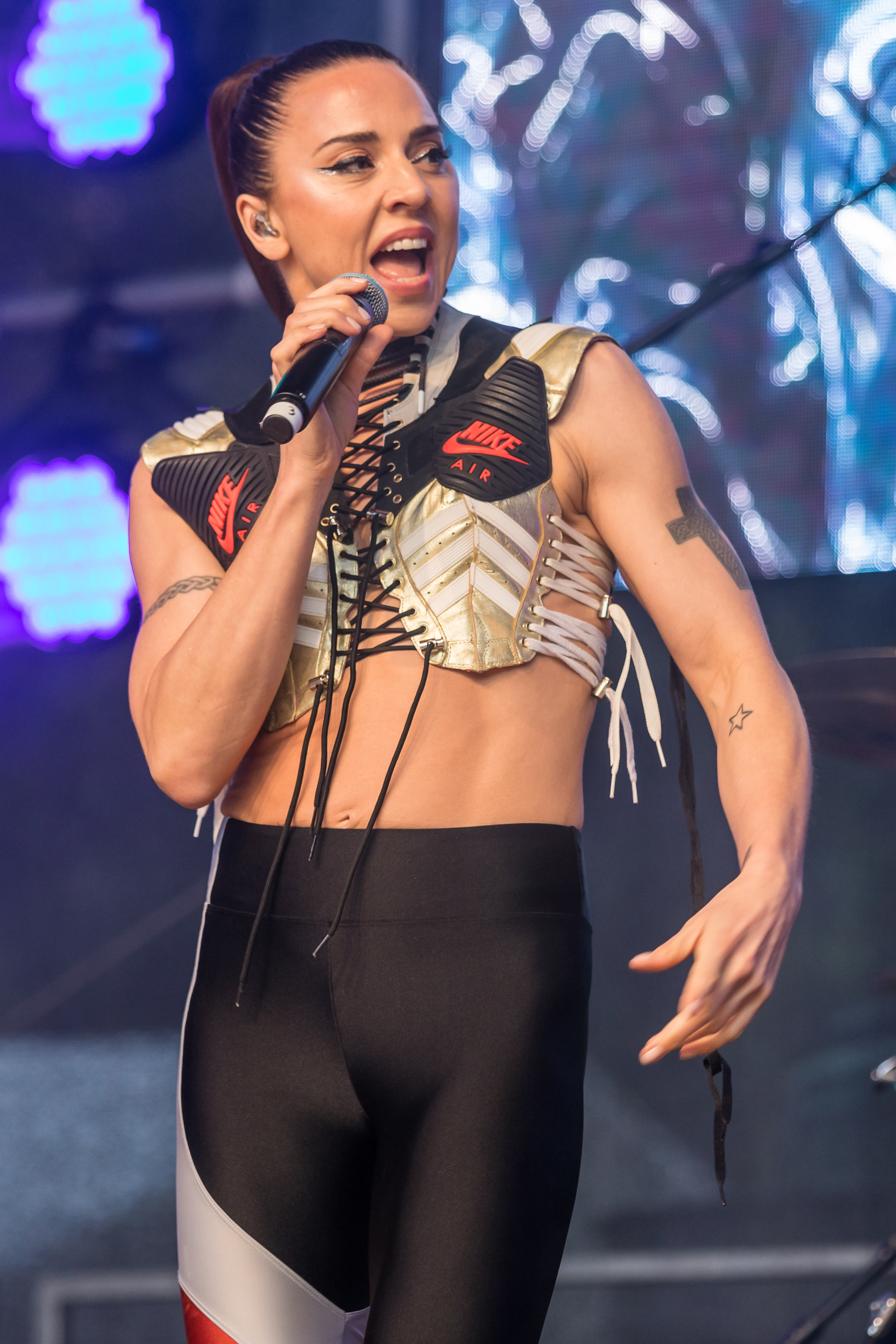
Melanie C (14-)
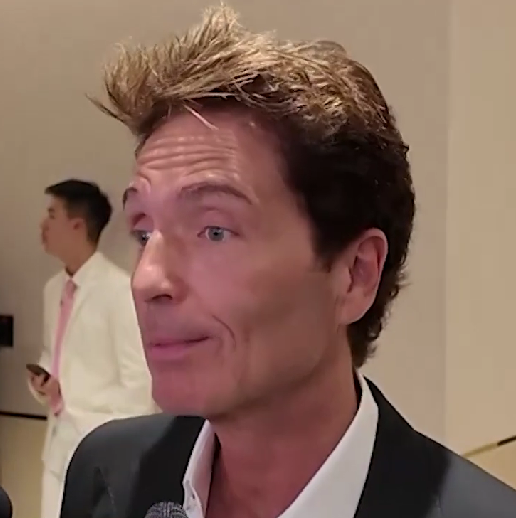
Richard Marx (14-)

## Résumé des saisons
- Équipe Keith
- Équipe Seal
- Équipe Joel
- Équipe Delta

- Équipe Ricky
- Équipe will.i.am
- Équipe Kylie
- Équipe Jessie

- Équipe Joel & Benji Madden
- Équipe Ronan
- Équipe Kelly
- Équipe Boy George

- Équipe Joe
- Équipe Guy
- Équipe Rita
- Équipe Jess

- Équipe Jason
- Équipe Adam
- Équipe LeAnn
- Équipe Kate

- Équipe Richard
- Équipe Melanie

| Saison | Chaîne        | Première      | Finale            | Vainqueur             | Deuxième              | Troisième             | Autres finalistes     | Coach gagnant         | Présentateurs   | Présentateurs   | Présentateurs    | Ordre des chaises des coachs | Ordre des chaises des coachs | Ordre des chaises des coachs | Ordre des chaises des coachs |
| Saison | Chaîne        | Première      | Finale            | Vainqueur             | Deuxième              | Troisième             | Autres finalistes     | Coach gagnant         | Principal       | Principal       | Coulisses        | 1                            | 2                            | 3                            | 4                            |
| ------ | ------------- | ------------- | ----------------- | --------------------- | --------------------- | --------------------- | --------------------- | --------------------- | --------------- | --------------- | ---------------- | ---------------------------- | ---------------------------- | ---------------------------- | ---------------------------- |
| 1      | Nine Network  | 15 avril 2012 | 18 juin 2012      | Karise Eden           | Darren Percival       | Rachael Leahcar       | Sarah De Bono         | Seal                  | Darren McMullen | Darren McMullen | Faustina Agolley | Seal                         | Joel                         | Delta                        | Keith                        |
| 2      | Nine Network  | 7 avril 2013  | 17 juin 2013      | Harrison Craig        | Luke Kennedy          | Celia Pavey           | Danny Ross            | Seal                  | Darren McMullen | Darren McMullen | Faustina Agolley | Seal                         | Joel                         | Delta                        | Ricky                        |
| 3      | Nine Network  | 4 mai 2014    | 31 juillet 2014   | Anja Nissen           | Jackson Thomas        | Johnny Rollins        | ZK                    | will.i.am             | Darren McMullen | Darren McMullen | NC               | will.i.am                    | Kylie                        | Joel                         | Ricky                        |
| 3      | Nine Network  | 4 mai 2014    | 31 juillet 2014   | Anja Nissen           | Jackson Thomas        | Johnny Rollins        | Frank Lakoudis        | will.i.am             | Darren McMullen | Darren McMullen | NC               | will.i.am                    | Kylie                        | Joel                         | Ricky                        |
| 4      | Nine Network  | 28 juin 2015  | 30 août 2015      | Ellie Drennan         | Joe Moore             | Nathan Hawes          | Liam Maihi            | Jessie J.             | Darren McMullen | Sonia Kruger    | NC               | Ricky                        | Jessie                       | Delta                        | Joel & Benji                 |
| 5      | Nine Network  | 1er mai 2016  | 10 juillet 2016   | Alfie Arcuri          | Adam Ladell           | Tash Lockhart         | Ellen Reed            | Delta Goodrem         | Sonia Kruger    | Sonia Kruger    | NC               | Ronan                        | Jessie                       | Delta                        | Joel & Benji                 |
| 6      | Nine Network  | 24 avril 2017 | 2 juillet 2017    | Judah Kelly           | Hoseah Partsch        | Fasika Ayallew        | Lucy Sugerman         | Delta Goodrem         | Sonia Kruger    | Sonia Kruger    | NC               | Seal                         | Delta                        | Kelly                        | Boy George                   |
| 7      | Nine Network  | 15 avril 2018 | 17 juin 2018      | Sam Perry             | Bella Paige           | Sheldon Riley         | Aydan Calafiore       | Kelly Rowland         | Sonia Kruger    | Sonia Kruger    | NC               | Boy George                   | Kelly                        | Delta                        | Joe                          |
| 8      | Nine Network  | 19 mai 2019   | 7 juillet 2019    | Diana Rouvas          | Daniel Shaw           | Zeek Power            | Jordan Anthony        | Boy George            | Sonia Kruger    | Sonia Kruger    | NC               | Kelly                        | Guy                          | Delta                        | Boy George                   |
| 9      | Nine Network  | 24 mai 2020   | 19 juillet 2020   | Chris Sebastian       | Siala Robson          | Johnny Manuel         | Stellar Perry         | Kelly Rowland         | Darren McMullen | Renee Bargh     | NC               | Guy                          | Delta                        | Boy George                   | Kelly                        |
| 10     | Seven Network | 8 aout 2021   | 12 septembre 2021 | Bella Taylor Smith    | Mick Harrington       | Arlo Sim              | G-Nat!on              | Guy Sebastian         | Sonia Kruger    | Sonia Kruger    | NC               | Keith                        | Rita                         | Jess                         | Guy                          |
| 11     | Seven Network | 18 avril 2022 | 29 mai 2022       | Lachie Gill           | Thando Sikwila        | Faith Sasene          | Jordan Tavita         | Rita Ora              | Sonia Kruger    | Sonia Kruger    | NC               | Keith                        | Jess                         | Rita                         | Guy                          |
| 12     | Seven Network | 6 août 2023   | 8 octobre 2023    | Tarryn Stokes         | Charlie Pittman       | Ethan Beckton         | Ezra Williams         | Rita Ora              | Sonia Kruger    | Sonia Kruger    | NC               | Guy                          | Jess                         | Jason                        | Rita                         |
| 13     | Seven Network | 19 août 2024  | 27 octobre 2024   | Reuben De Melo        | Annie Jones           | Jaedyn Randell        | SKŸE                  | LeAnn Rimes           | Sonia Kruger    | Sonia Kruger    | NC               | Guy                          | LeAnn                        | Kate                         | Adam                         |
| 14     | Seven Network | 2025          | 2025              | Saison en préparation | Saison en préparation | Saison en préparation | Saison en préparation | Saison en préparation | Sonia Kruger    | Sonia Kruger    | NC               | Kate                         | Ronan                        | Richard                      | Melanie                      |

## Palmarès
| Coachs                     | Saisons         | Saisons        | Saisons        | Saisons         | Saisons         | Saisons        | Saisons         | Saisons         | Saisons         | Saisons            | Saisons        | Saisons         | Saisons        |
| Coachs                     | 1               | 2              | 3              | 4               | 5               | 6              | 7               | 8               | 9               | 10                 | 11             | 12              | 13             |
| -------------------------- | --------------- | -------------- | -------------- | --------------- | --------------- | -------------- | --------------- | --------------- | --------------- | ------------------ | -------------- | --------------- | -------------- |
| Joel Madden + Benji Madden | Sarah De Bono   | Danny Ross     | Frank Lakoudis | Joe Moore       | équipe éliminée | —              | —               | —               | —               | —                  | —              | —               | —              |
| Joel Madden + Benji Madden | Sarah De Bono   | Danny Ross     | Frank Lakoudis | Nathan Hawes    | équipe éliminée | —              | —               | —               | —               | —                  | —              | —               | —              |
| Delta Goodrem              | Rachael Leahcar | Celia Pavey    | —              | équipe éliminée | Adam Ladell     | Judah Kelly    | équipe éliminée | Daniel Shaw     | Stellar Perry   | —                  | —              | —               | —              |
| Delta Goodrem              | Rachael Leahcar | Celia Pavey    | —              | équipe éliminée | Alfie Arcuri    | Judah Kelly    | équipe éliminée | Jordan Anthony  | Stellar Perry   | —                  | —              | —               | —              |
| Seal                       | Karise Eden     | Harrison Craig | —              | —               | —               | Lucy Sugerman  | —               | —               | —               | —                  | —              | —               | —              |
| Keith Urban                | Darren Percival | —              | —              | —               | —               | —              | —               | —               | —               | Arlo Sim           | Thando Sikwila | —               | —              |
| Ricky Martin               | —               | Luke Kennedy   | Jackson Thomas | Liam Maihi      | —               | —              | —               | —               | —               | —                  | —              | —               | —              |
| Kylie Minogue              | —               | —              | Johnny Rollins | —               | —               | —              | —               | —               | —               | —                  | —              | —               | —              |
| will.i.am                  | —               | —              | Anja Nissen    | —               | —               | —              | —               | —               | —               | —                  | —              | —               | —              |
| Jessie J                   | —               | —              | —              | Ellie Drennan   | Ellen Reed      | —              | —               | —               | —               | —                  | —              | —               | —              |
| Ronan Keating              | —               | —              | —              | —               | Tash Lockhart   | —              | —               | —               | —               | —                  | —              | —               | —              |
| Boy George                 | —               | —              | —              | —               | —               | Hoseah Partsch | Siala Robson    | Diana Rouvas    | Siala Robson    | —                  | —              | —               | —              |
| Kelly Rowland              | —               | —              | —              | —               | —               | Fasika Ayallew | Sam Perry       | Zeek Power      | Chris Sebastian | —                  | —              | —               | —              |
| Kelly Rowland              | —               | —              | —              | —               | —               | Fasika Ayallew | Bella Paige     | Zeek Power      | Chris Sebastian | —                  | —              | —               | —              |
| Joe Jonas                  | —               | —              | —              | —               | —               | —              | Aydan Calafiore | —               | —               | —                  | —              | —               | —              |
| Guy Sebastian              | —               | —              | —              | —               | —               | —              | —               | équipe éliminée | Johnny Manuel   | Bella Taylor Smith | Jordan Tavita  | Charlie Pittman | SKŸE           |
| Jessica Mauboy             | —               | —              | —              | —               | —               | —              | —               | —               | —               | Mick Harrington    | Faith Sosene   | Ezra Williams   | —              |
| Rita Ora                   | —               | —              | —              | —               | —               | —              | —               | —               | —               | G-Nat!on           | Lachie Gill    | Tarryn Stokes   | —              |
| Jason Derulo               | —               | —              | —              | —               | —               | —              | —               | —               | —               | —                  | —              | Ethan Beckton   | —              |
| LeAnn Rimes                | —               | —              | —              | —               | —               | —              | —               | —               | —               | —                  | —              | —               | Reuben De Melo |
| Kate Miller-Heidke         | —               | —              | —              | —               | —               | —              | —               | —               | —               | —                  | —              | —               | Jaedyn Randell |
| Adam Lambert               | —               | —              | —              | —               | —               | —              | —               | —               | —               | —                  | —              | —               | Annie Jones    |

Légende
- vainqueur de la compétition
- deuxième de la compétition
- troisième de la compétition
- finaliste
- — : Ne participe pas à la saison
- NC : Non connu

## Audiences
Les audiences sont disponibles via le site australien TV Tonight.
| Saison | Saison | Diffuseur     | Jour et horaire de diffusion     | Nb. d' épisodes | Audience du lancement | Audience du lancement | Audience de la finale | Audience de la finale | Audience moyenne |
| Saison | Saison | Diffuseur     | Jour et horaire de diffusion     | Nb. d' épisodes | Date                  | Téléspectateurs       | Date                  | Téléspectateurs       | Téléspectateurs  |
| ------ | ------ | ------------- | -------------------------------- | --------------- | --------------------- | --------------------- | --------------------- | --------------------- | ---------------- |
|        | 1      | Nine Network  | Dimanche, Lundi et Mardi à 19h30 | 16              | 15 avril 2012         | 2 190 000             | 18 juin 2012          | 2 993 000             | 2 375 000        |
|        | 2      | Nine Network  | Dimanche, Lundi et Mardi à 19h30 | 24              | 7 avril 2013          | 1 940 000             | 17 juin 2013          | 2 236 000             | 1 989 000        |
|        | 3      | Nine Network  | Dimanche, Lundi et Mardi à 19h30 | 23              | 4 avril 2014          | 2 229 000             | 21 juillet 2014       | 1 653 000             | 1 740 000        |
|        | 4      | Nine Network  | Dimanche, Lundi et Mardi à 19h30 | 18              | 28 juin 2015          | 1 633 000             | 30 août 2015          | 1 614 000             | 1 574 000        |
|        | 5      | Nine Network  | Dimanche, Lundi et Mardi à 19h30 | 18              | 1er mai 2016          | 1 454 000             | 10 juillet 2016       | 1 269 000             | 1 280 000        |
|        | 6      | Nine Network  | Dimanche, Lundi et Mardi à 19h30 | 20              | 24 avril 2017         | 1 277 000             | 2 juillet 2017        | 1 312 000             | 1 140 000        |
|        | 7      | Nine Network  | Dimanche, Lundi et Mardi à 19h30 | 20              | 15 avril 2018         | 1 072 000             | 17 juin 2018          | 1 057 000             | 987 000          |
|        | 8      | Nine Network  | Dimanche, Lundi et Mardi à 19h30 | 20              | 19 mai 2019           | 1 064 000             | 7 mai 2019            | 1 044 000             | 1 027 000        |
|        | 9      | Nine Network  | Dimanche, Lundi et Mardi à 19h30 | 21              | 24 mai 2020           | 1 082 000             | 19 juillet 2020       | 938 000               | 938 000          |
|        | 10     | Seven Network | Dimanche, Lundi et Mardi à 19h30 | 13              | 8 aout 2021           | 1 329 000             | 12 septembre 2022     | 1 337 000             | 1 158 000        |
|        | 11     | Seven Network | Dimanche, Lundi et Mardi à 19h30 | 14              | 18 avril 2022         | 1 532 000             | 29 mai 2022           | 1 364 000             | 1 388 000        |
|        | 12     | Seven Network | Dimanche, Lundi et Mardi à 19h30 | 17              | 6 août 2023           | 1 338 000             | 8 octobre 2023        | 1 336 000             | 1 281 000        |
|        | 13     | Seven Network | Dimanche, Lundi et Mardi à 19h30 | 17              | 19 août 2024          | 977 000               | 27 octobre 2024       | 1 081 000             | 984 000          |

| Légende : Saison 1 /Saison 2 / Saison 3 /Saison 4 /Saison 5 |

| Légende : Saison 6 /Saison 7 / Saison 8 / Saison 9 /Saison 10 |